# Adrian Dohotaru
Adrian-Octavian Dohotaru (n. 20 aprilie 1983, Micești, România) este un politician, autor și activist civic ecologist român, deputat al circumscripției Cluj între 2016 și 2020.

## Publicații
- Anii '60: mișcări contestare în SUA, editura EIKON, București, 2008[3]
- Protestatarul, editura Tracus Arte, București, 2012[4]
- Pata, Editura Fundației pentru Studii Europene, 2016 (co-editor alături de Enikő Vincze și Hajnalka Harbula)[5]
- Socialiștii. O moștenire, editura Cartier, Chișinău, 2019[2]